# Tit for Tat (film 1921)
Tit for Tat è un film muto del 1921 scritto, diretto, prodotto e interpretato da Henry Edwards

## Trama
Una ragazza finge di essere un'anziana governante e anche sua figlia, tutto per conquistare l'amore del suo padrone.

## Produzione
Il film fu prodotto dalla Hepworth.

## Distribuzione
Distribuito dalla Hepworth, il film uscì nelle sale cinematografiche britanniche nell'agosto 1922.
Si pensa che sia andato distrutto nel 1924 insieme a gran parte degli altri film della Hepworth. Il produttore, in gravissime difficoltà finanziarie, pensò in questo modo di poter almeno recuperare l'argento dal nitrato delle pellicole.